# Joni (film)
Joni è un film del 1979 diretto da James F. Collier.

## Trama
La trama è basata sull'autobiografia di Joni Eareckson, che nel film interpreta sé stessa. Nel 1967, a diciassette anni, Joni riporta una frattura alla spina dorsale dopo un banale tuffo in mare. Rimane quindi paralizzata, potendo muovere solo la testa. Con l'esercizio torna a muovere anche le mani, ma non abbastanza per poter scrivere e disegnare; impara quindi a farlo con la bocca. Il suo fidanzato, che inizialmente la sosteneva con ottimismo, la lascia dopo aver saputo che Joni non riuscirà a fare altri progressi. Anche un altro uomo, dopo averla corteggiata, la lascia deluso dal fatto che Joni non è guarita nonostante le preghiere che egli ha rivolto a Dio per un miracolo. Nel frattempo però Jodi si è avvicinata per conto proprio alla fede cristiana, accettando la condizione di disabilità, senza pretendere che Dio la guarisca, ma anzi vedendo in quel che le è accaduto una strada offertale da Dio per acquisire una fede più profonda. Dopo aver ottenuto vari riconoscimenti per i quadri dipinti con la bocca, Joni inizia così a testimoniare la propria fede in conferenze e incontri pubblici.